# Symphlebia doncasteri
Symphlebia doncasteri är en fjärilsart som beskrevs av Rothschild 1910. Symphlebia doncasteri ingår i släktet Symphlebia och familjen björnspinnare. Inga underarter finns listade i Catalogue of Life.